# Laize-Clinchamps
Laize-Clinchamps es una comuna nueva francesa situada en el departamento de Calvados, de la región de Normandía.

## Historia
Fue creada el 1 de enero de 2017, en aplicación de una resolución del prefecto de Calvados de 8 de septiembre de 2016 con la unión de las comunas de Clinchamps-sur-Orne y Laize-la-Ville, pasando a estar el ayuntamiento en la antigua comuna de Laize-la-Ville.

## Demografía
| Gráfica de evolución demográfica de Laize-Clinchamps entre 1800 y 2013 |
|                                                                        |

Los datos entre 1800 y 2013 son el resultado de sumar los parciales de las dos comunas que forman la nueva comuna de Laize-Clinchamps, cuyos datos se han cogido de 1800 a 1999, para las comunas de Clinchamps-sur-Orne y Laize-la-Ville de la página francesa EHESS/Cassini. Los demás datos se han cogido de la página del INSEE.

## Composición
| Comuna delegada     | Código INSEE | Población (2013) | Superficie (km²) | Densidad (hab./km²) |
| ------------------- | ------------ | ---------------- | ---------------- | ------------------- |
| Clinchamps-sur-Orne | 14164        | 1099             | 6.37             | 173                 |
| Laize-la-Ville      | 14349        | 691              | 1.76             | 393                 |